# Huel
Huel, fremstillet af den britiske virksomhed Huel Ltd., er et måltidserstatningsprodukt, der sælges som pulver, væske eller bar. Virksomheden bag Huel opponerer dog mod betegnelsen "måltidserstatning", og betegner Huel som et "ernæringsmæssigt komplet måltid".
Huel laves af havre, risprotein, ærteprotein, solsikke, hørfrø, kokosolie-MCT'er og flere kosttilskud (vitaminer og mineraler). Det sødes hovedsageligt med sukralose, maltodextrin og xylitol.